# Gan (langue)
Pour les articles homonymes, voir Gan.
Le gan (chinois simplifié : 赣语 ; chinois traditionnel : 贛語 ; pinyin : gànyŭ), parfois écrit kan en certaines transcriptions, est une langue chinoise parlée en Chine. Il est essentiellement parlé dans le Jiangxi et dans les provinces avoisinantes.

## Histoire

### Périodes anciennes
Au cours de la dynastie Qin (-221), d'importantes troupes furent envoyées vers la Chine méridionale dans le but de conquérir les territoires Baiyue（百越）au Fujian et au Guangdong, et dès lors, de nombreux Chinois Han émigrèrent au Jiangxi dans les années suivantes.
Dans les premières années de la dynastie Han (-202 AC), Nanchang fut décrétée capitale de la commanderie de Yuzhang（豫章郡）(ce nom dérive du nom originel de la rivière Gan), avec 18 xian （縣）de la province de Jiangxi. La population de la commanderie de Yuzhang crût dès lors de 350 000 (vers 2 PC) à 1 670 000 (vers 140), ce qui représente une croissance nette de 1 320 000. La commanderie de Yuzhang était classée quatrième parmi les plus de 100 commanderies de Chine. En tant que principale commanderie du YangZhou（揚州）, Yuzhang comptait plus de 40 % de la population et le gan se constitua graduellement au cours de cette période.

### Moyen Âge

La zone figurant en jaune pâle représente la région où est parlée le gan en RPC.

Comme résultat des troubles réguliers dans les régions de la Chine centrale, la première immigration à grande échelle apparut. De nombreuses personnes de Chine centrale émigrèrent vers la Chine méridionale pour échapper aux troubles, et le Jiangxi fut la principale zone de transit. De plus, au cours de cette période, le gan se trouva exposé aux dialectes mandarins septentrionaux (官話). Après des siècles de pouvoir exercé par les dynasties méridionales, le gan présentait toujours de nombreuses caractéristiques originales bien qu'il ait intégré diverses caractéristiques du mandarin.
Jusqu'à la dynastie Tang, il y avait peu de différence entre le gan anciennement parlé et celui parlé à cette période. À partir de la période des Cinq dynasties, les habitants du nord et du centre du Jiangxi commencèrent à émigrer vers le Hunan oriental, le Hubei oriental, le sud du Anhui et le nord du Fujian. Au cours de cette période, après des centaines d'années de migration, le gan atteint son extension actuelle.

### Histoire récente
Le mandarin standard était désormais une langue basée essentiellement sur le dialecte de Pékin, ce essentiellement dû à des facteurs politiques. Le gan continua dès lors à s'écarter des variantes du mandarin voisines. Cependant, parce que le Jiangxi voisine le Jianghuai et des régions où sont parlés le mandarin jianghuai, le xiang et le hakka, le gan typique a été aussi influencé par ces langues, en particulier dans les régions limitrophes.

### Époque contemporaine
Après 1949, en tant que dialecte de Chine continentale, le gan eut à faire face à une période critique. L'impact du mandarin standard sur le gan est désormais évident, à la suite des campagnes officielles de promotion du gouvernement de la RPC. De nos jours, de nombreux jeunes ne sont plus capable de maîtriser certaines tournures du gan, alors que d'autres ne savent tout simplement plus le parler.
Récemment cependant, à la suite du regain d'intérêt pour les langues locales, le gan est de nouveau utilisé en certains média régionaux, dont des radios et des télévisions régionales.

## Répartition géographique
Le gan est parlé par 20 à 50 millions de personnes, essentiellement dans les deux tiers nord de la province de Jiangxi, de même qu'au nord-ouest du Fujian, et dans certaines parties du Anhui et du Hubei en Chine continentale.

### Dialectes
Le dialecte de Nanchang est généralement considéré comme la forme typique du groupe. La géographie montagneuse du Jiangxi a produit une large fragmentation de la langue, avec de nombreuses variétés inintelligibles. Des locuteurs spécifiques identifient généralement leur parler comme étant la langue de leur région, par exemple le wanniannais plutôt que comme une variété du gan.
Selon le « Diagramme des divisions de la République populaire de Chine »（《中華人民共和國行政區劃簡冊》）（2004), le gan est parlé par environ 48 000 000 personnes :（29 000 000 au Jiangxi ; 4 500 000 au Anhui ; 5 300 000 au Hubei ; 9 000 000 au Hunan ; 270 000 au Fujian)
Selon l'« Atlas des langues chinoises »(《中國語言地圖集》) (1987), il existe 9 dialectes du gan.
1. chang-jing（昌靖片), dont le dialecte de Nanchang est la forme typique.
2. yi-liu（宜瀏片), dont le dialecte de Yichun (en) est la forme typique.
3. ji-cha（吉茶片), dont le dialecte de Ji’an est la forme typique.
4. fu-guang（撫廣片), dont le dialecte de Fuzhou est la forme typique.
5. ying-yi（鷹弋片), dont le dialecte de Yingtan (en) est la forme typique.
6. da-tong（大通片)
7. lei-zi（耒資片)
8. dong-sui（洞綏片)
9. huai-yue（懷嶽片)

## Prononciation

### Sons
La langue gan (par exemple le dialecte de Nanchang) possède un ensemble de 19 syllabes (en:syllable onsets)（聲母）, 65 rimes syllabiques（韻母） et 7 tons. Elle ne comprend pas la consonne rétroflexe（捲舌音） ou les finales de R (兒化音, suffixe -er) qui existe de façon importante en mandarin. Ces syllabes furent formées au Moyen Âge, et le gan n'a pas eu la même évolution linguistique que le mandarin.

#### Tons
| Nombre du ton | Nom du ton         | Couleur de ton |
| ------------- | ------------------ | -------------- |
| 1             | yin ping (陰平)    | 42             |
| 2             | yang ping (陽平)   | 24             |
| 3             | shang sheng (上聲) | 213            |
| 4             | yin qu'(陰去)      | 55             |
| 5             | yang qu'(陽去)     | 21             |
| 6             | yin ru (陰入)      | 5              |
| 7             | yang ru (陽入)     | 21             |

## Grammaire
En gan, il existe principalement neuf temps grammaticaux – l'initial（起始, le progressif（進行), l'expérimental（嘗試), le duratif（持續), le processif（經歷), le continuatif（繼續), le répétitif（重行), le parfait（已然), le complet（完成).

## Lexique
En gan, il existe de très nombreux mots et expressions archaïques issus du chinois archaïque, et qui sont désormais désuets et disparus en mandarin. Par exemple, le mot « vêtement » en gan est 衣裳 plutôt que 衣服 en mandarin, le verbe « dormir » en gan est 睏覺 et 睡覺 en mandarin. Également, pour décrire quelque chose de sale, les locuteurs en gan utilisent 下里巴人, qui est une référence à une chanson de la région de Chu（楚國 datant de la période des Printemps et des Automnes en Chine.
De plus, il existe de nombreuses interjections en gan (par exemple : 哈、噻、啵, qui peuvent largement renforcer des phrases, et permettent d'exprimer différents sentiments.